# Conde de Covadonga

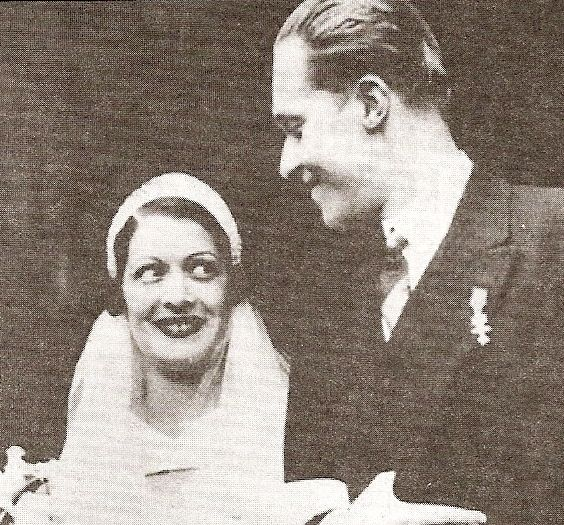
Alfonso de Borbón y Battenberg, ya conocido como conde de Covadonga, el día de su boda con Edelmira Sampedro.

Conde de Covadonga fue una denominación utilizada notablemente por Alfonso de Borbón y Battenberg, hijo primogénito de Alfonso XIII, tras la renuncia a sus derechos sucesorios al trono de España.

## Historia
Tras el exilio de Isabel II de España con motivo de la Revolución de 1868, su hijo mayor Alfonso, príncipe de Asturias (futuro Alfonso XII) utilizó el título de marqués de Covadonga. Este hecho fue duramente criticado por el periódico La Iberia (identificado con la Revolución de 1868), en los siguientes términos:
Pues bien; con ese título glorioso [marqués de Covadonga] se pretende cubrir la significación odiosa del último vástago de la dinastía de los Borbones en España: como el que se avergüenza de su origen procura ocultarlo usurpando un apellido ilustre, el hijo de Isabel ha cambiado su nombre propio por el de marqués de Covadonga.
Bajo la denominación de conde de Covadonga, sería utilizado por Alfonso XII en 1879 como título de incógnito con motivo de su viaje a Arcachon para conocer a su prometida la archiduquesa María Cristina de Austria. El monarca continuaría utilizando este título posteriormente.
Su hijo póstumo y sucesor, Alfonso XIII, usó el título desde al menos 1905 también como título de incógnito. Además de servir para mantener el incógnito en sus viajes, este monarca lo usó para, por ejemplo, registrar coches en el registro de matriculación.
Alfonso XIII usó este título hasta aproximadamente 1907 cuando pasó a utilizar el de duque de Toledo.
El uso más significativo del título la realizó el hijo primogénito de Alfonso XIII: Alfonso de Borbón y Battenberg, príncipe de Asturias. Este último utilizó por primera vez el título durante un viaje al extranjero en el verano de 1930. Tras la proclamación de la Segunda República Española y la marcha al exilio de la Familia Real española, Alfonso de Borbón y Battenberg siguió utilizando el título de conde de Covadonga.
El 11 de julio de 1933 Alfonso de Borbón y Battenberg renunció a sus derechos sucesorios para contraer matrimonio desigual con Edelmira Sampedro. Después del enlace, el matrimonio utilizaría el título de condes de Covadonga. El matrimonio se divorciaría en 1937, pero Edelmira continuó usando el título de condesa de Covadonga.